# Бабаев, Андрей Аванесович
Андре́й Аване́сович Баба́ев (азерб. Andrey Babayev, арм. Անդրեյ Բաբաև; 27 декабря 1923, Мсмна — 21 октября 1964, Москва) — азербайджанский и армянский советский композитор, заслуженный деятель искусств Армянской ССР. Автор опер «Арцваберд» (1957), «Дядя Багдасар» («Багдасар-ахпар»; по одноименной пьесе Акопа Пароняна, 1964), симфонических и фортепианных произведений, музыки для театра и кино, многих популярных песен.

## Биография
Андрей Бабаев родился 27 декабря 1923 года в селе Мсмна Мартунинского района Нагорно-Карабахской автономной области Азербайджанской ССР в армянской семье. Начальное музыкальное образование получил в Шуше.
Во время Великой Отечественной войны был руководителем ансамбля песни и пляски. Награждён медалями «За оборону Кавказа», «За победу над Германией».
В 1950 году окончил Бакинскую консерваторию по классу композиции Кара Караева. В 1953 году окончил аспирантуру Московской консерватории (руководитель Юрий Шапорин).
В 1939—1941 годах работал помощником дирижёра оркестра азербайджанских народных инструментов Азербайджанского радио. В 1941—1945 годах был художественным руководителем ансамбля песни и пляски Бакинского гарнизона, в 1946—1947 годах — руководителем ансамбля Бакинской филармонии, 1947—1950 годах — хормейстером ансамбля песни и пляски той же филармонии. С 1950 года жил и работал в Москве.

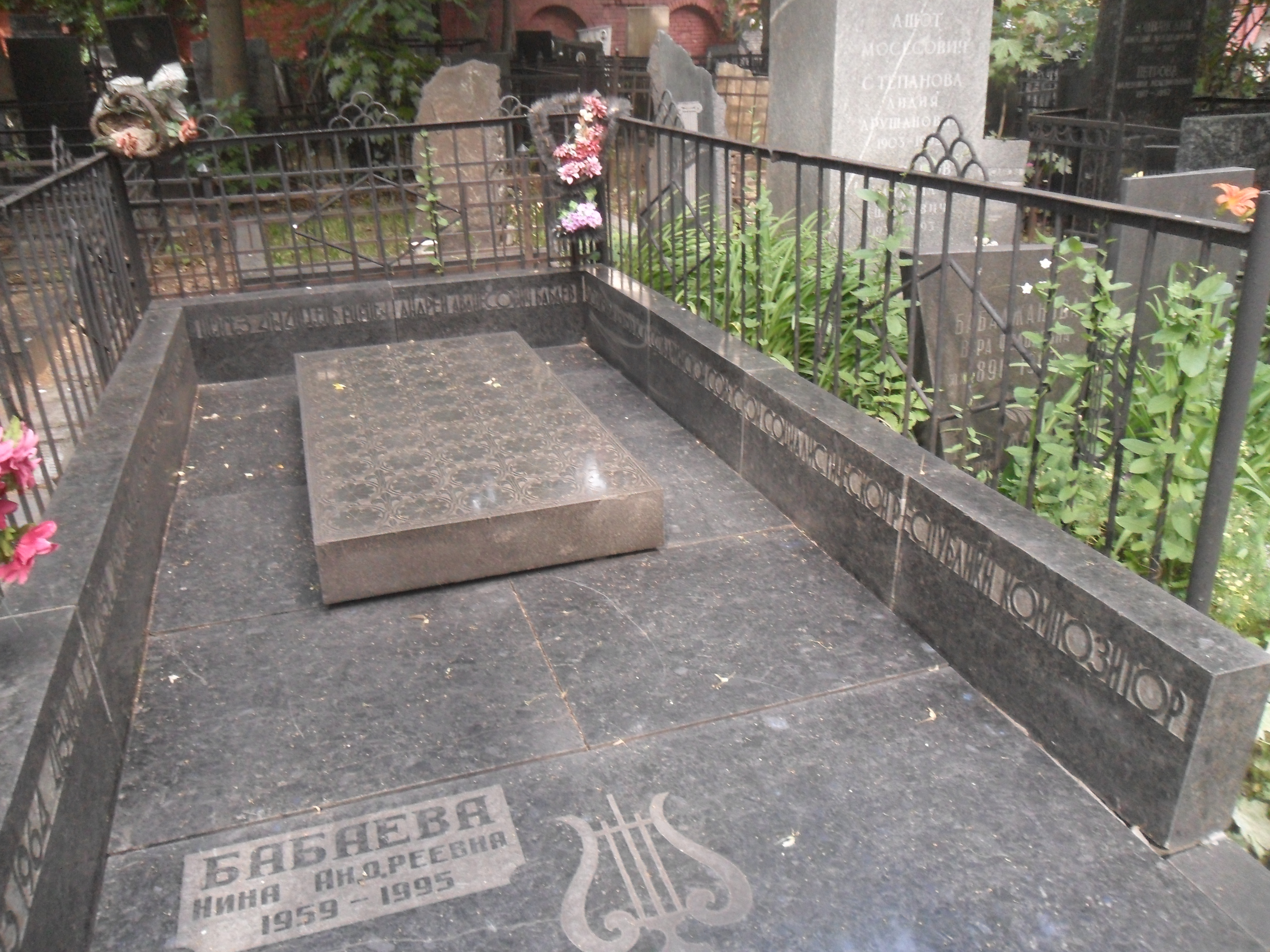
Могила Бабаева на Армянском кладбище Москвы.

Умер 21 октября 1964 года. Похоронен на Армянском кладбище в Москве.

## Творчество
Творческую деятельность начал в 1943 году. В 1961 году написал оперу «Арцваберд» (арм. Орлиная крепость, авторы либретто З. Г. Вартанян и Г. М. Борян), а 1964 году — оперу «Дядя Багдасар» (по одноименной пьесе А. Пароняна, авторы либретто З. Г. Вартанян и Г. М. Борян). Является автором кантат «Октябрь» (слова А. Панченко, 1947), «Песня о Партии» (слова С. Городецкого, 1954), двух кантат для детей — на слова 3. Джаббарзаде (1946) и на слова И. Солтана (1947) — а также кантаты «Слава земле трудовой» (слова А. Фатьянова). Написал несколько симфоний и рапсодий, среди которых «Концертная рапсодия» (1959), «Индийская фантазия» (1958), «Фантазия» (1951), а также сюиты «Баллада» (1947) и «Чаргя» (1947), увертюру «Молодость» (1948) и другие произведения. Писал музыку к спектаклям и фильмам, является автором музыки более чем к пятидесяти песням, включая «Я встретил девушку», «Только у любимой», «Bakılı qız» и «Küsüb getdin, yarım mənim».

### Музыка к фильмам
- 1965 — «Пастушка и трубочист» (мультфильм)
- 1964 — «Жизнь и страдания Ивана Семёнова» (мультфильм)
- 1964 — «Алёшины сказки» (мультфильм)
- 1963 — «Шутки» (мультфильм)
- 1962 — «История одного преступления» (мультфильм)
- 1962 — «Обида» (мультфильм)
- 1962 — «Тишины не будет»
- 1961 — «Новичок» (мультфильм)
- 1959 — «Влюблённое облако» (мультфильм)
- 1959 — «Судьба поэта»
- 1958 — «Огонек в горах»
- 1957 — «Я встретил девушку»
- 1955 — «Хитрость старого Ашира»

### Песни
Особой популярностью до сих пор пользуется песня Андрея Бабаева
«Я встретил девушку», которая была написана для одноимённого фильма, снятого в 1957-м году на киностудии «Таджикфильм» режиссёром Рафаилом Яковлевичем Перельштейном. Песню в фильме (за кадром) исполнил Рауф Атакишиев. Первоначальный текст песни (на таджикском языке) был написан народным поэтом Таджикистана Мирзо Турсун-заде. Автором русского варианта текста песни является Гарольд Регистан. Песня написана в стиле классического армянского романса, хотя больше известна в звучании, которое придало ей исполнение наиболее известного её исполнителя Рашида Бейбутова. До сих пор песня продолжает звучать в исполнении звёзд российской эстрады, таких как Филипп Киркоров, Валерия, Марк Тишман, Нонна Гришаева и другие.
Также широко известна песня Бабаева на слова туркменского поэта Кара Сейтлиева (русский текст — А. Кронгауза) «Любимые глаза», также исполняемая Бейбутовым и многими представителями советской и постсоветской эстрады (Ялла, Севара, Олег Погудин и др.).

### Песни Андрея Бабаева и их исполнители
- «Варна» (Н. Доризо) (исполнитель Евгений Кибкало)
- «Жила девчонка на земле» (В.Харитонов) (исполнители Людмила Зыкина, Владимир Нечаев)
- «Земля, земля» (В.Семернин) (исполнитель Евгений Кибкало)
- «Звездный вальс» (В.Харитонов) (исполнитель Т.Милашкина)
- «Молодёжная»
- «Колыбельная» (Н. Хекмет) (исполнители Рашид Бейбутов, Евгений Кибкало)
- «Любимая» (З. Джаббарзаде/А. Жаров) (исполнитель Рашид Бейбутов)
- «Любимые глаза» (К. Сейтлиев/А. Кронгауз) (исполнители Рашид Бейбутов, Геннадий Каменный, Константин Оганов)
- «Лирический танец»
- «Не прощай» (Н.Доризо) (исполнитель Рашид Бейбутов)
- «О дочери» (Н.Доризо) (исполнитель Евгений Кибкало)
- «Огонёк» (Г.Регистан) (исполнитель Михаил Новохижин)
- «Отвечай, милая» (Э.Александрова) (исполнитель Владимир Канделаки)
- «Песня любви» (К.Сейтлиев/Г.Регистан) (исполнители Рашид Бейбутов, Людмила Исаева)
- «Песня о Москве-реке» (С.Островой) (исполнитель Владимир Нечаев)
- «Песня юности» (сл. К. Сейтлиева) Л. Исаева
- «Поёт волна морская» (В.Гурьян) (исполнители Михаил Александрович, Тамара Кравцова)
- «Почему» (В.Гурьян) Глеб Романов
- «Рассказ о Насредине» (Л.Куксо) (исполнитель Владимир Канделаки)
- «Русский снег» (М.Матусовский) (исполнители Рашид Бейбутов и Радж Капур, Радж Капур и Константин Оганов)
- «Седая любовь» (Ю.Энтин) (исполнитель Батыр Закиров)
- «Тишина» (В.Гурьян) (исполнитель Глеб Романов)
- «Ты пришла, весна моя» (В.Гурьян) (исполнитель Михаил Александрович)
- «Фантазия»
- «Я встретил девушку» (М.Турсун-Заде/Г.Регистан) (исполнители Рауф Атакишиев, Люфтияр Иманов, Геннадий Каменный, Рашид Бейбутов)
- «Я иду по земле» (С. Островой) (исполнитель Александр Ведерников)
- «Я тоскую без тебя» (В.Гурьян) (исполнитель Михаил Александрович)